# Toyota Tacoma
Toyota Tacoma — середньорозмірний пікап, що випускається Toyota Motor Corporation з 1995 року. Це в основному Toyota Hilux, модифікована для Північної Америки. Друге покоління Tacoma завоювало нагороду Truck of the Year 2005 журналу Motor Trend.

## Перше покоління (1995-2004)

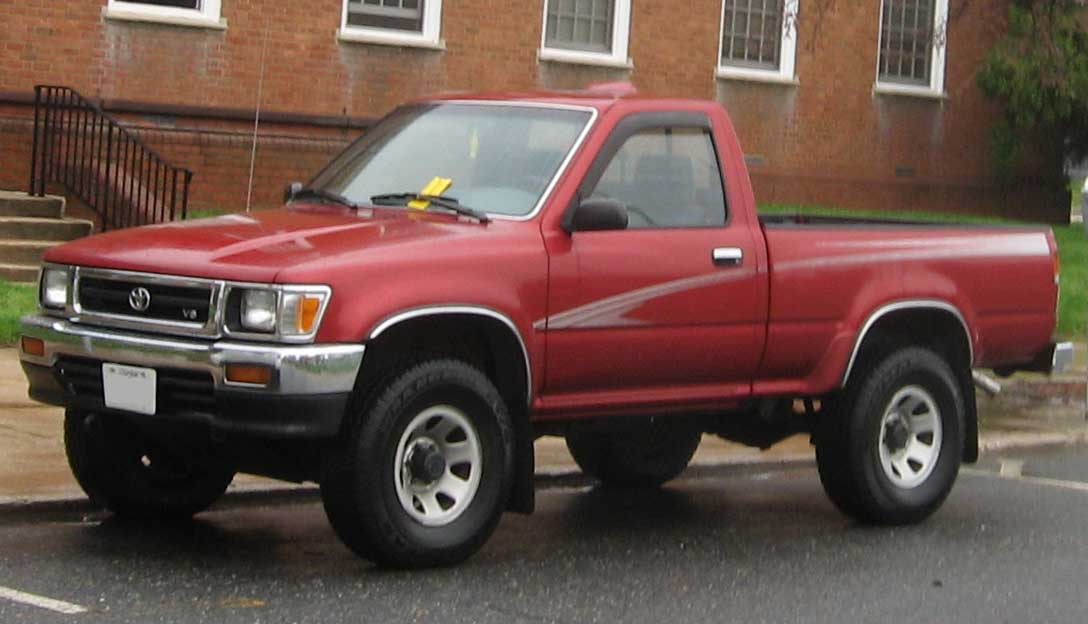
Toyota Tacoma 1 regular cab (1995-1997)

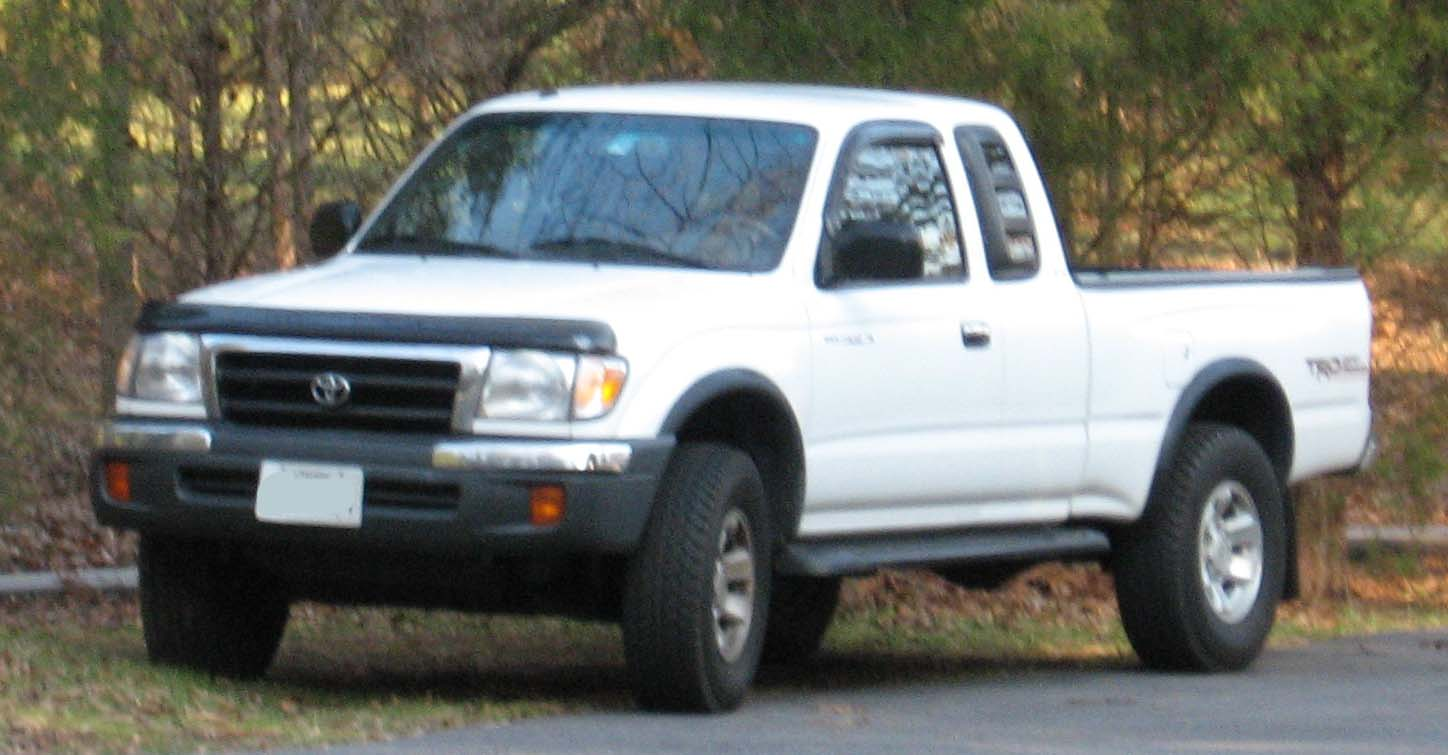
Toyota Tacoma 1 extra cab (1998-2000)

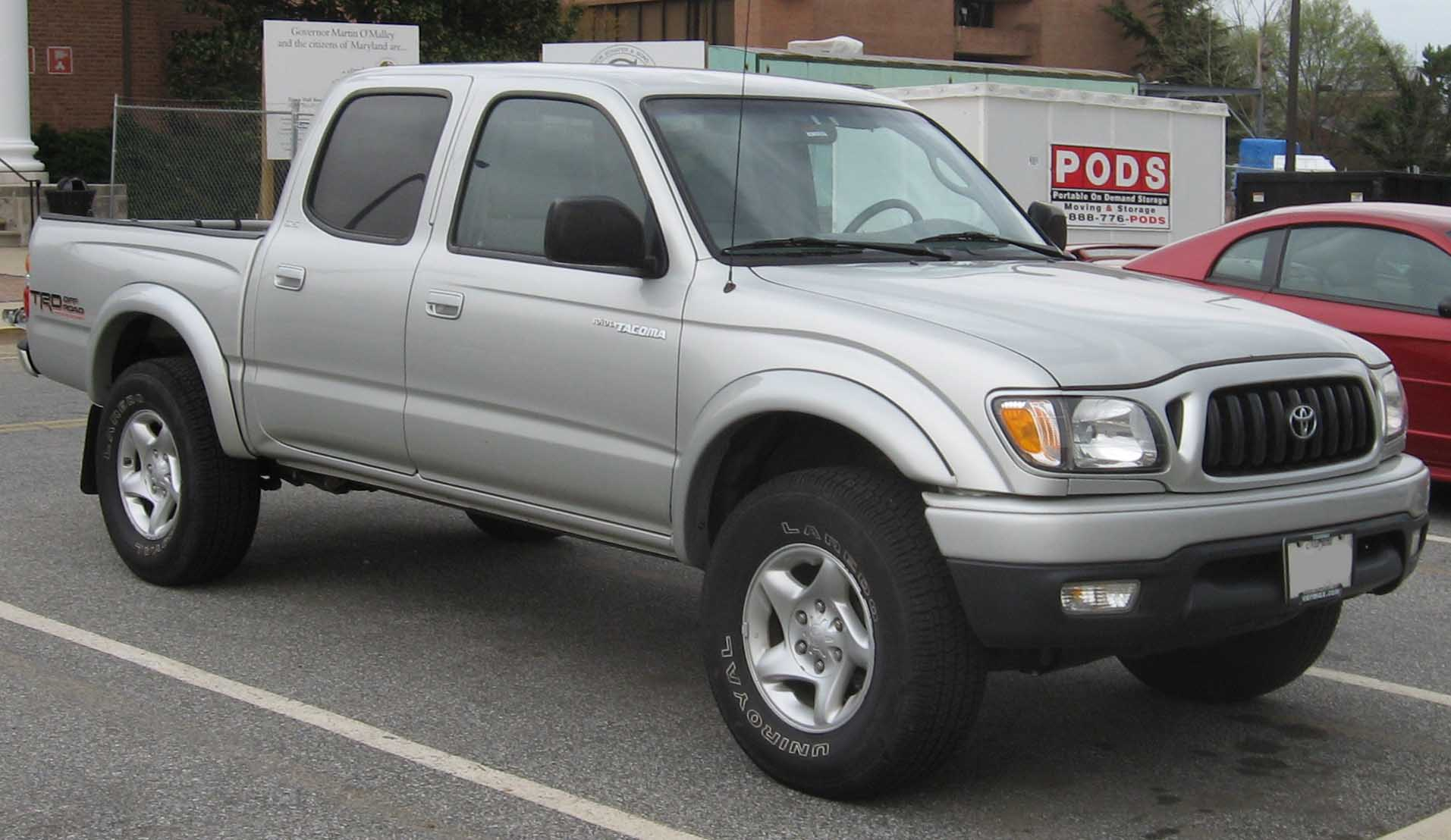
Toyota Tacoma 1 crew cab (2001-2004)

Tacoma була представлена в США в лютому 1995 року (з виходом на ринок у березні 1995 року) як заміна Toyota Pickup ((це назва використовувалася для Hilux на ринку Північної Америки). У порівнянні з Hilux, Tacoma отримує інженерні розробки з більшим пріоритетом щодо якості їзди, керованості, комфорту та безпеки над міцністю та вантажопідйомністю. Конструкція спрямована на те, щоб краще відповідати потребам ринку США та Канади, де пікапи використовуються як особисті транспортні засоби, а не як комерційні. сільськогосподарського та позашляхового призначення.

### Двигуни
- 2.4 л 2RZ-FE I4 142 к.с.
- 2.7 л 3RZ-FE I4 150 к.с.
- 3.4 л 5VZ-FE V6 190 к.с.

## Друге покоління (2004-2015)

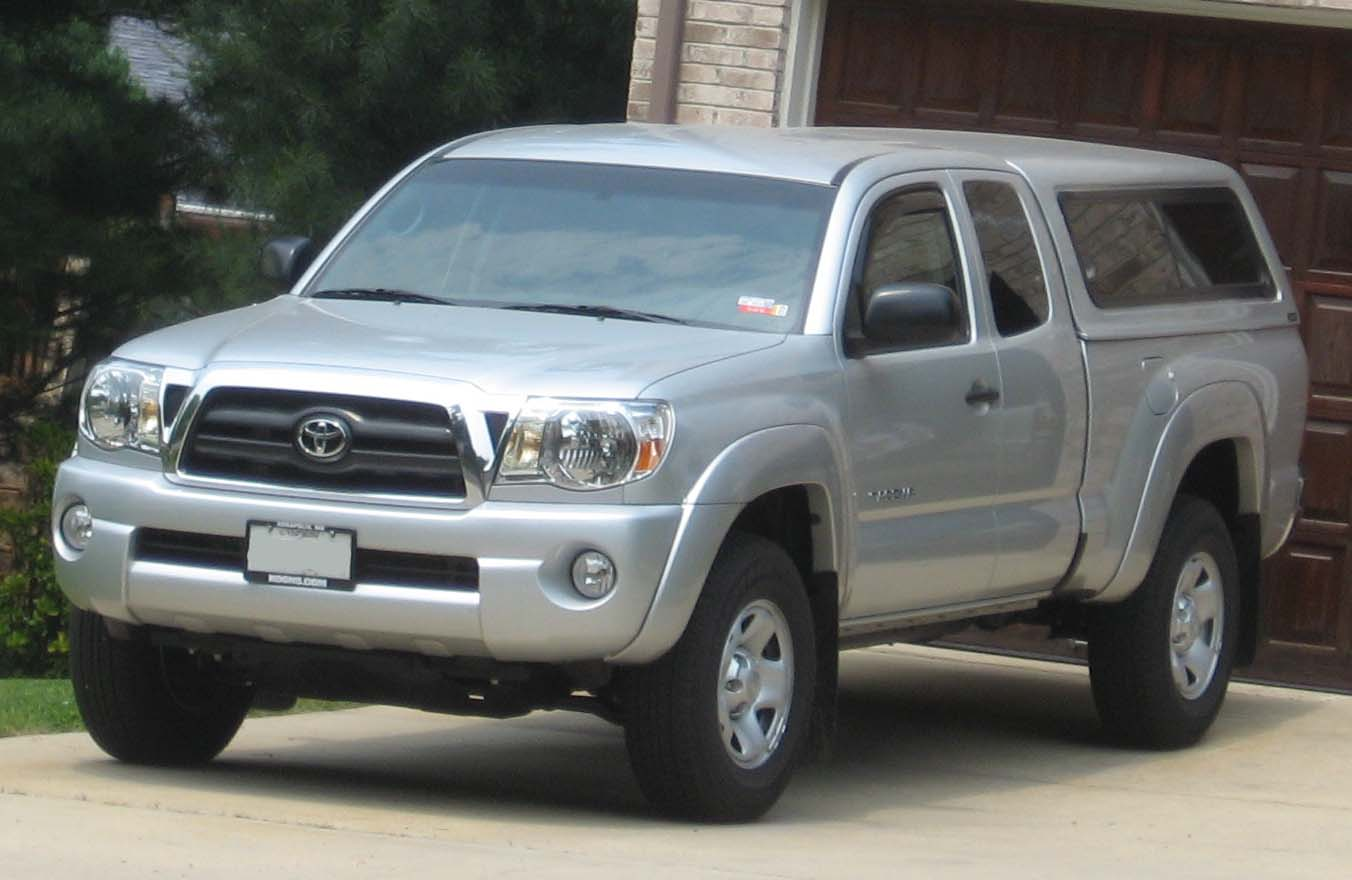
Toyota Tacoma extended cab (2004-2008)

У 2000 році Toyota почала розробку другого покоління Tacoma під керівництвом головного інженера Чікуо Кубота. Більшість розробок виконала компанія Hino в Японії. Дизайнери Шигея Хатторі та Хідео Карікомі з Hino виграли внутрішній конкурс дизайну в 2001 році. Остаточні проекти були заморожені для виробництва в 2002 році, а патенти подані 3 липня 2003 року, а тестові мули випробовувалися з початку 2003 року. Прототипи були побудовані пізніше в 2003 році, із завершенням розробки у другому кварталі 2004 року.
4 лютого 2004 року на автосалоні в Чикаго Toyota представила більший і потужніший Tacoma. Ця нова Tacoma, випущена 18 жовтня 2004 року як модель 2005 року, була доступна у вісімнадцяти різних комбінаціях трьох конфігурацій кабіни, чотирьох трансмісій, двох двигунів і двох довжин кузова.
|                                       |
| Toyota Tacoma regular cab (2009-2012) |

|                                      |
| Toyota Tacoma double cab (2012-2015) |

|  |
|  |

|       |
| Салон |

### Toyota Tacoma X-Runner

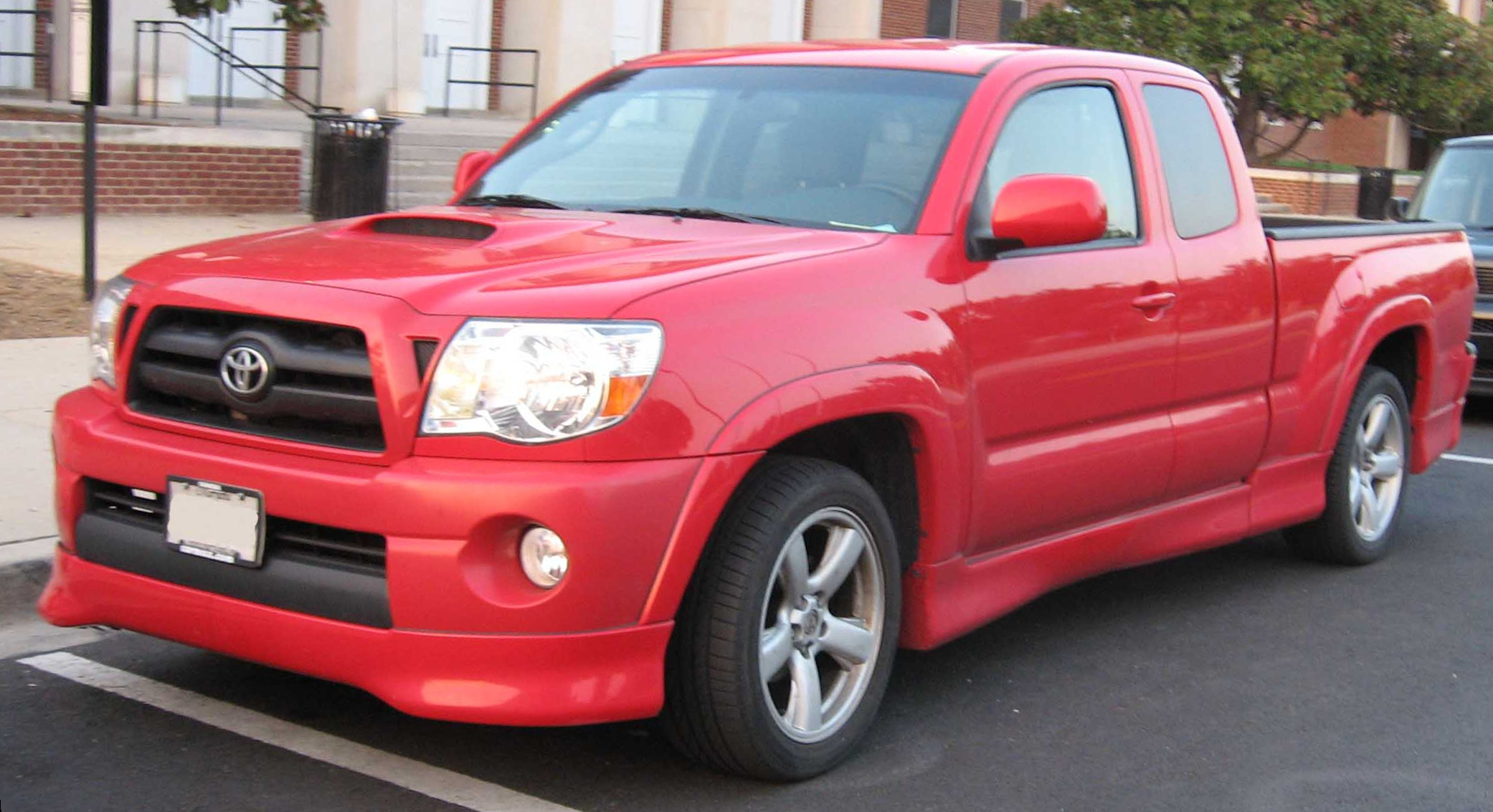
Toyota Tacoma X-Runner

Toyota X-Runner спортивний пікап, що виготовлявся обмеженим тиражем. Основні відмінності між X-Runner та іншими пакетами: налаштування підвіски, інший капот, обвіси, посилене шасі, посилені гальма, двигун 4.0 л 1GR-FE V6 240 к.с., 6-ступінчасту механічну коробку передач Aisin RA60 і задній привод.

### Двигуни
- 2.7 л 2TR-FE I4 160 к.с. 244 Нм
- 4.0 л 1GR-FE V6 240 к.с. 361 Нм

## Третє покоління (2015-2023)

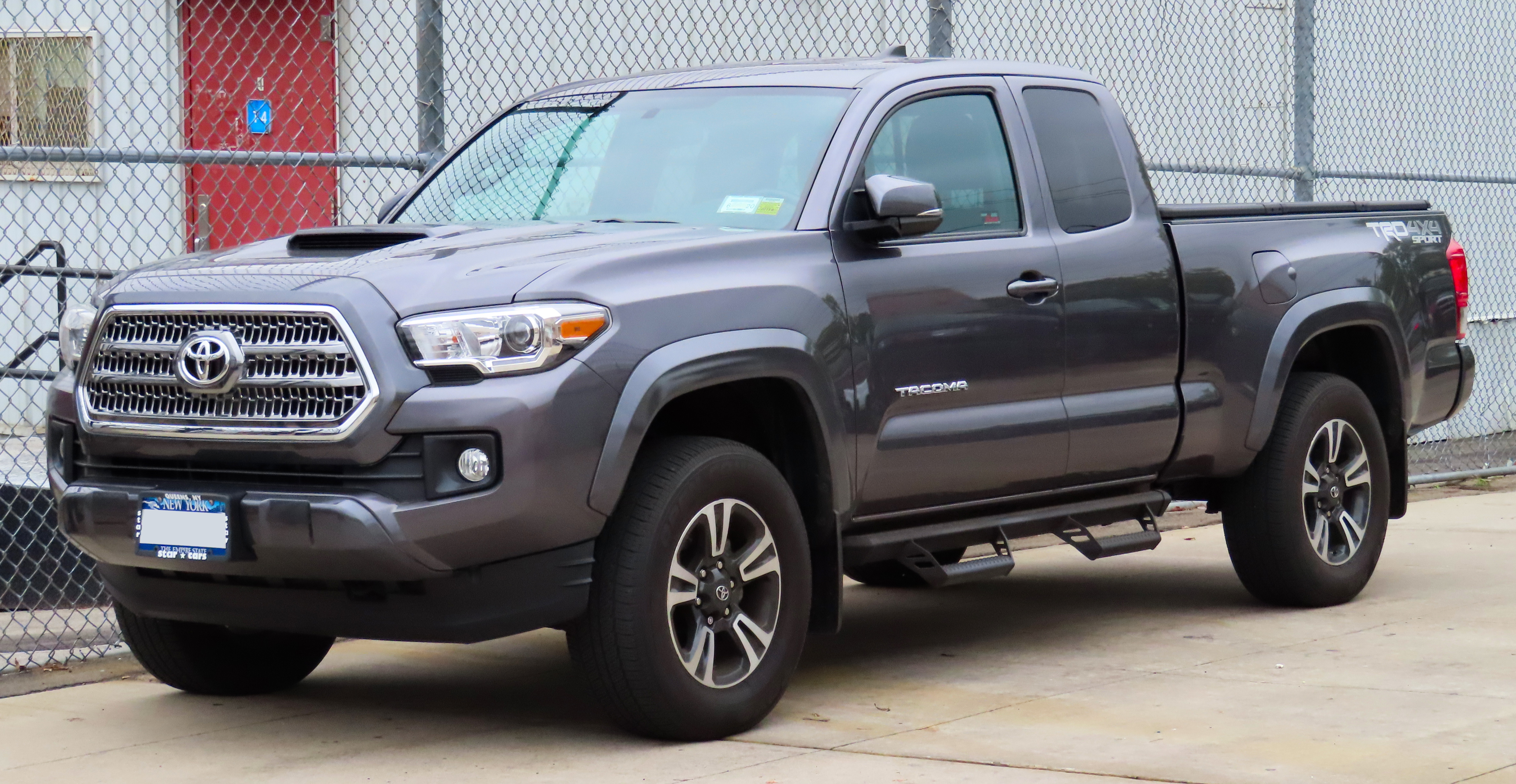
Toyota Tacoma Double Cab

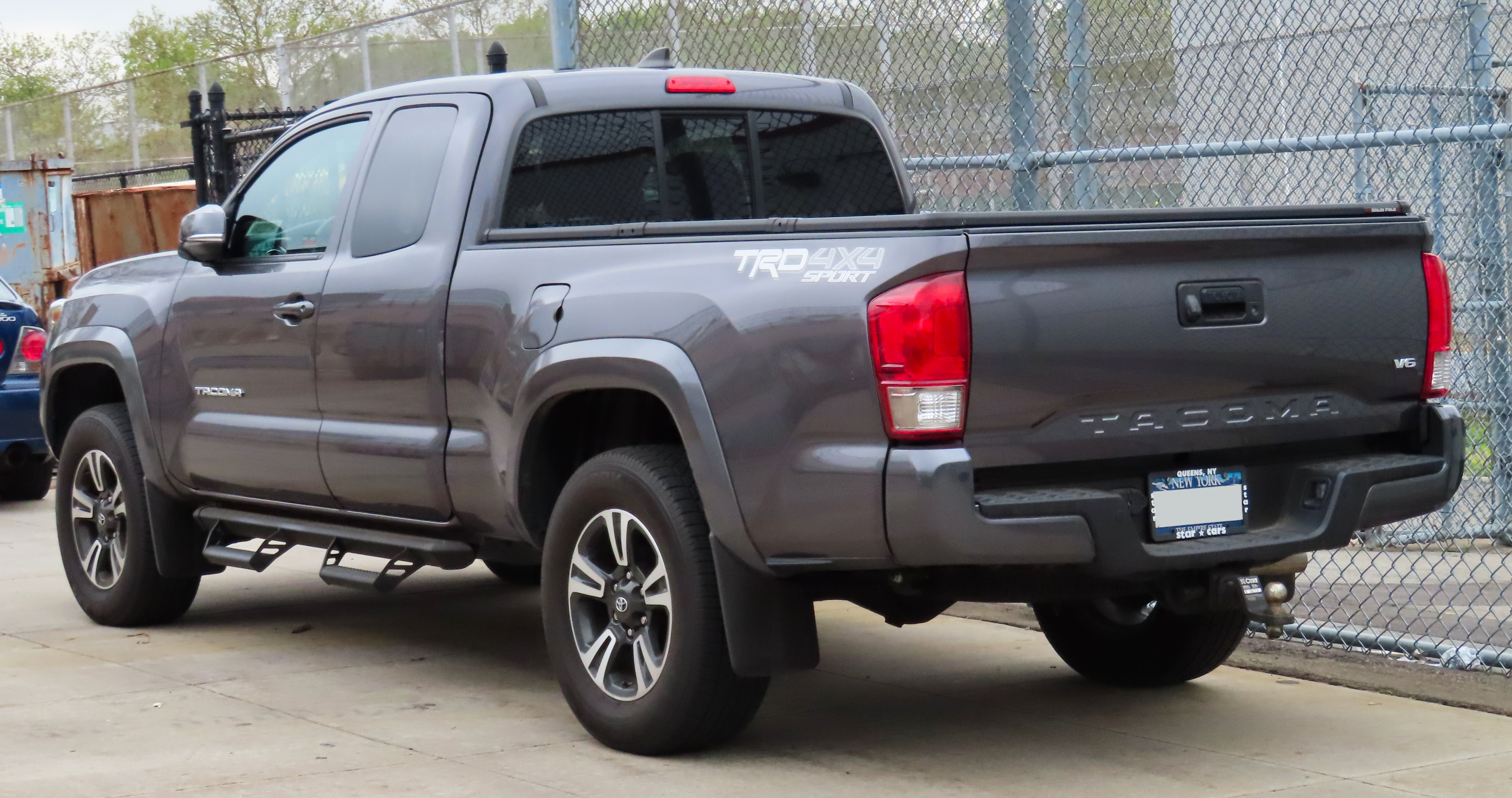

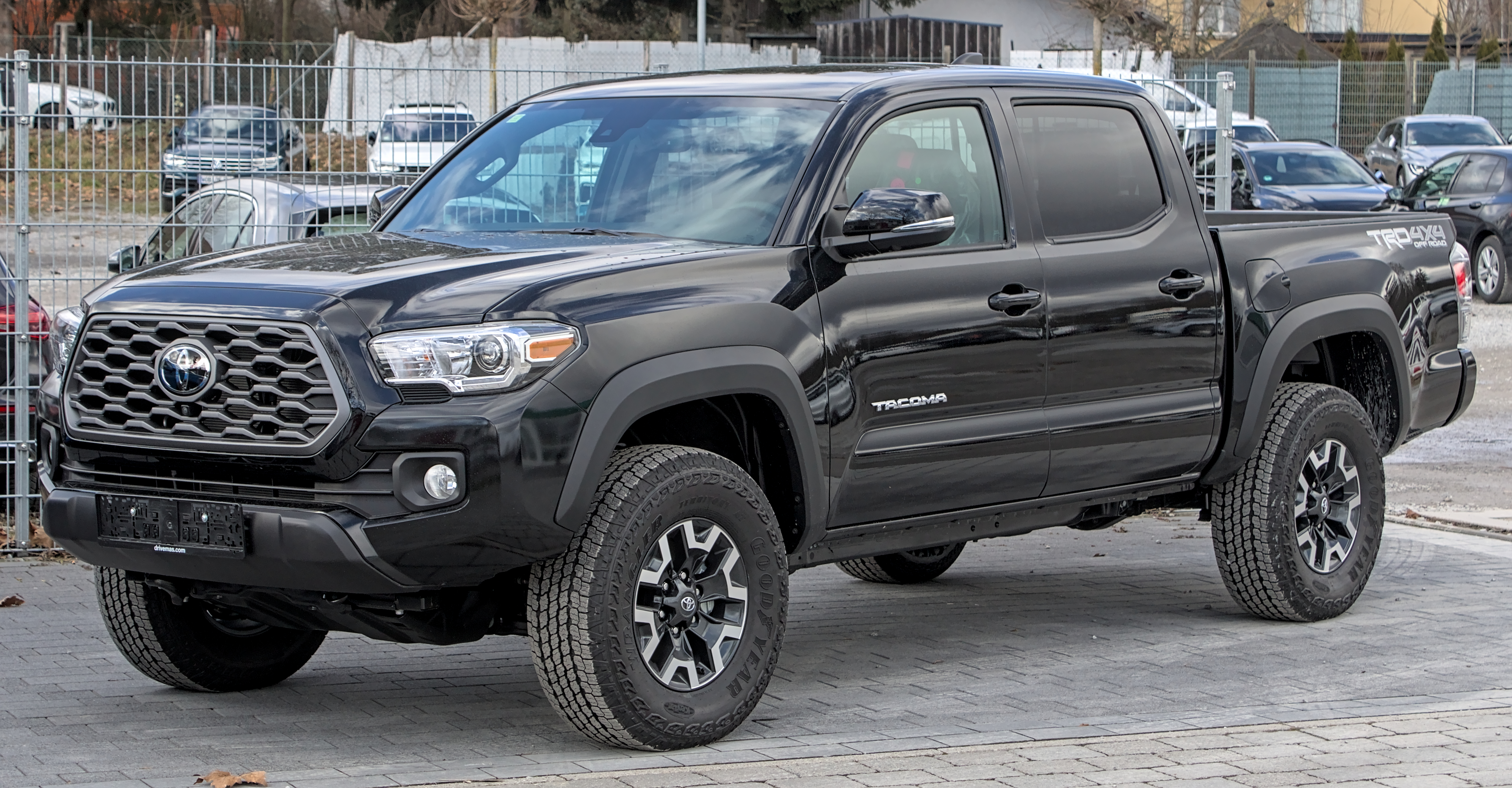
Toyota Tacoma TRD Pro

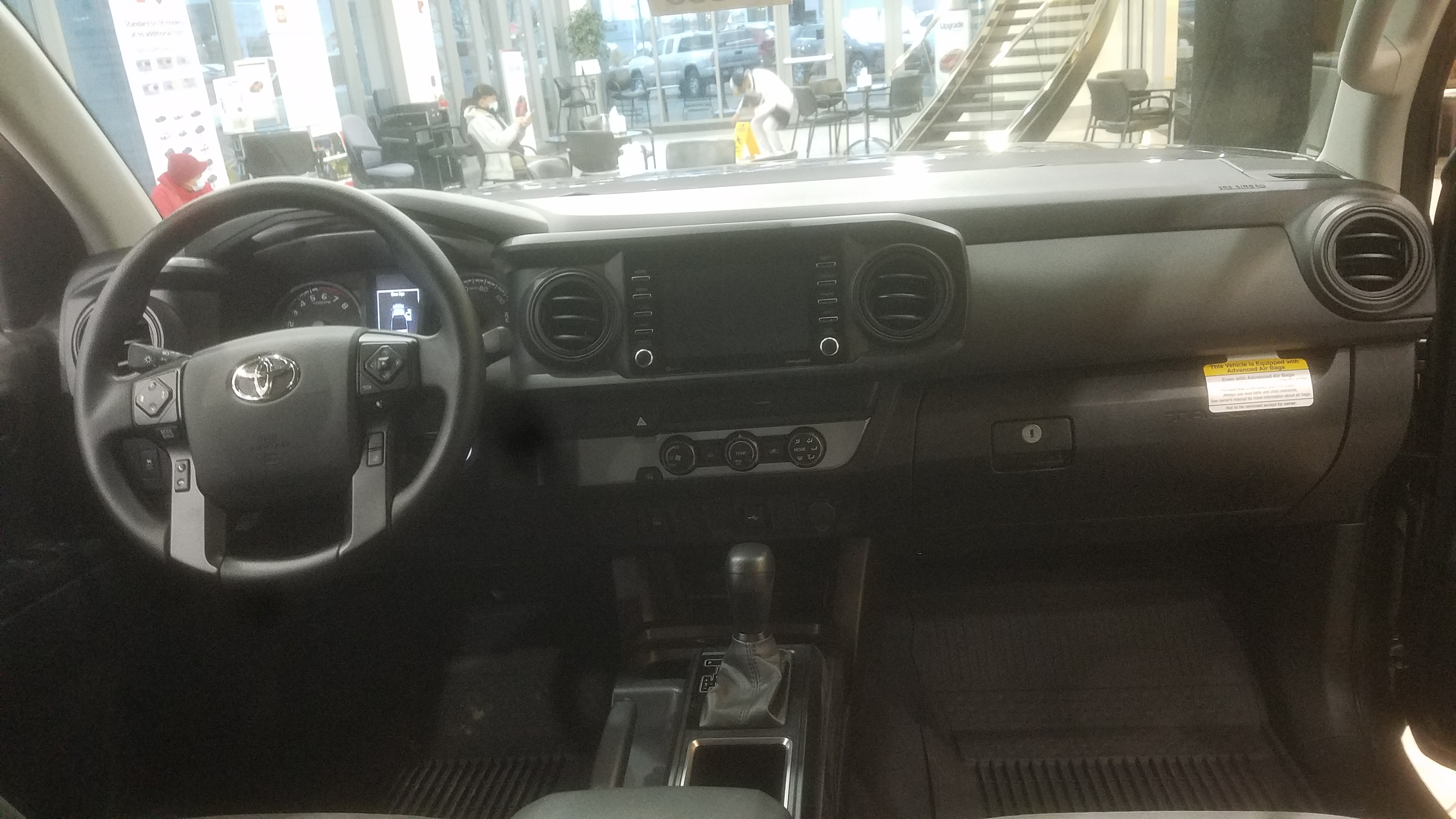

В січні 2015 року на Детройтському автосалоні Toyota представить Tacoma третього покоління. Автомобіль комплектується бензиновими двигунами 2,7 л потужністю 162 к.с. і 244 Нм і новим V6 3,5 л, потужністю 280 к.с. і 370 Нм.
Пікап можна замовити у виконанні TRD Off-Road, яке включає позашляхову підвіску і колеса, систему вибору режимів руху Multi-Terrain Select, блокування заднього диференціала, позашляховий круїз-контроль Crawl Control і помічника при спуску з гори.
У 2016 році пікап Toyota Tacoma отримав повністю оновлений інтер’єр, з високоякісними матеріалами, зміненими сидіннями та новими функціями. Кнопка запуску автомобіля та прозорий люк – функції, які були вперше представлені у даному сегменті. Салон оснащений зручним поліфункціональним дисплеєм, на якому Ви зможете переглядати параметри економії палива, зовнішньої температури та навіть інформацію щодо перебування автомобіля на бездоріжжі. Новий Tacoma постачається з системою «Entune», яка виконує функції зв’язку та інформаційно-розважального центру. Водії, також, зможуть скористатись бездротовою зарядкою Qi. Запропоновано п’ять версій - SR, SR5, TRD Sport, TRD Off-Road і Limited, які відрізняються своєю передньою частиною. Багажне відділення стало глибшим, що позитивно відобразилось на кількості багажу, який у ньому можна розмістити. Дверцята багажного відділення амортизовані. Тент для грузового відділення запропонований вперше.
У 2019 році лінійка TRD Pro отримала оновлення з додаванням амортизаторів Fox Racing Shocks. Вони забезпечують покращені позашляхові характеристики без шкоди для повсякденного комфорту завдяки поступовому збільшенню жорсткості амортизаторів із внутрішнім байпасом у міру стиснення підвіски. Toyota Tacoma TRD Pro також має виносні масляні резервуари в задніх амортизаторах.
На 2020 рік пікап пропонує декілька змін. У базу увійшли Android Auto, Apple CarPlay і Amazon Alexa. Сенсорний екран моделі початкового рівня нині має 7.0 дюймів, моделі вищої комплектації пропонують 8.0-дюймовий екран. Більшість комплектацій постачається з 10 режимами налаштування водійського сидіння. Модель TRD Pro отримала монітор кругового огляду. 
У 2021 модельному році, крім SR, SR5, TRD Sport, TRD Off Road, Limited, Nightshade та TRD Pro, доступна обмежена версія Tacoma Trail Edition. Він оснащується 2,7-літровим 4-циліндровим DOHC 16-клапанним двигуном з VVT-i або 3,5-літровим V6 двигуном з прямим упорскуванням за циклом Аткінсона або 3,5-літровим V6 DOHC 24-клапанним двигуном з прямим упорскуванням за циклом Аткінсона з VVT-iW (Variable Valve Timing-Intelligent Wider Intake та VVT-i (Variable Valve Timing-Intelligent Exhaust)). Варіанти трансмісії включають 6-ступінчасту механічну та 6-ступінчасту автоматичну з електронним керуванням.

### Двигуни
- 2.7 л 2TR-FE I4 162 к.с. 244 Нм
- 3.5 л 2GR-FKS V6 280 к.с. 370 Нм

## Четверте покоління (N400; 2023)

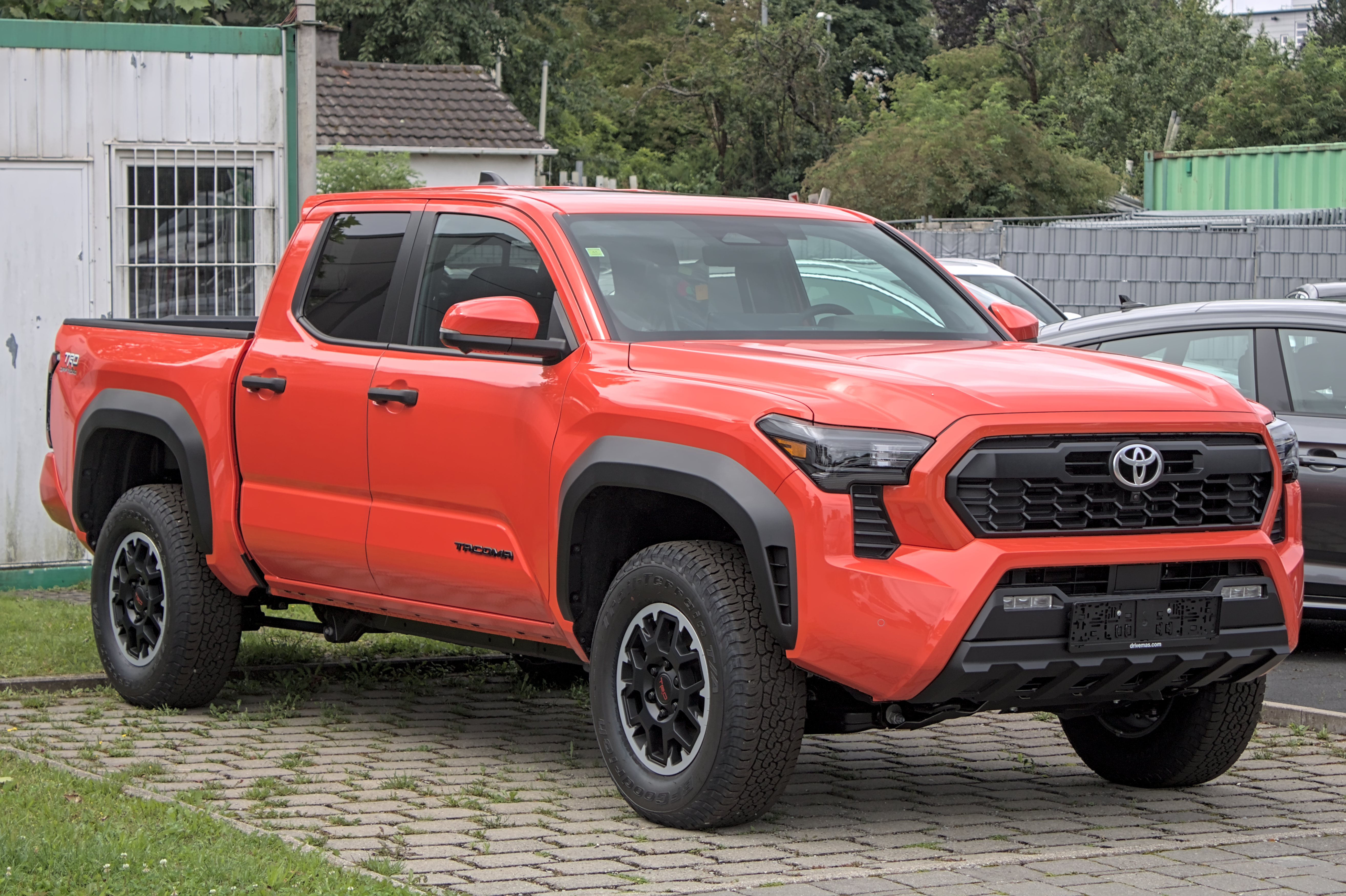
Toyota Tacoma TRD Off Road (N400)

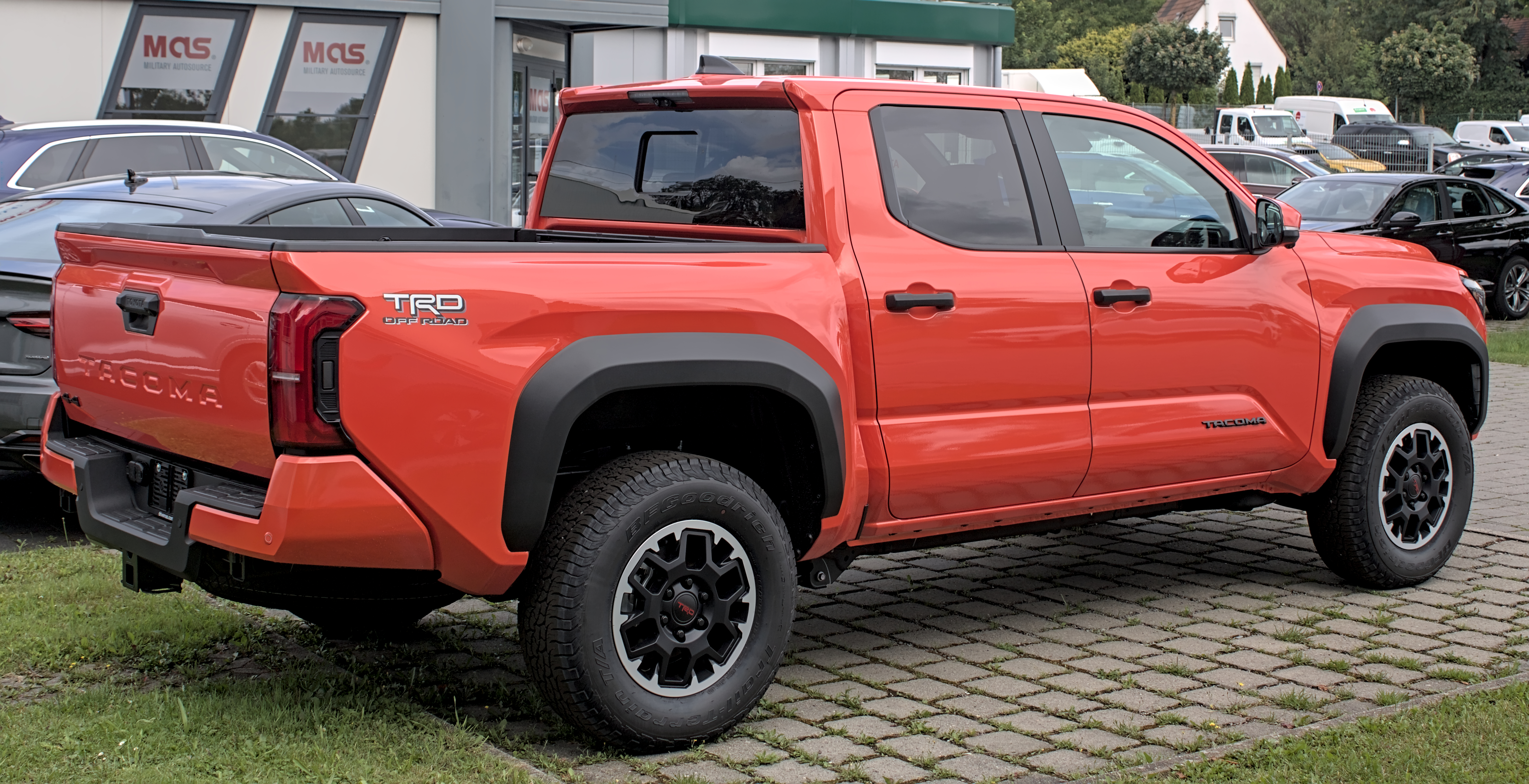
Toyota Tacoma TRD Off Road (N400)

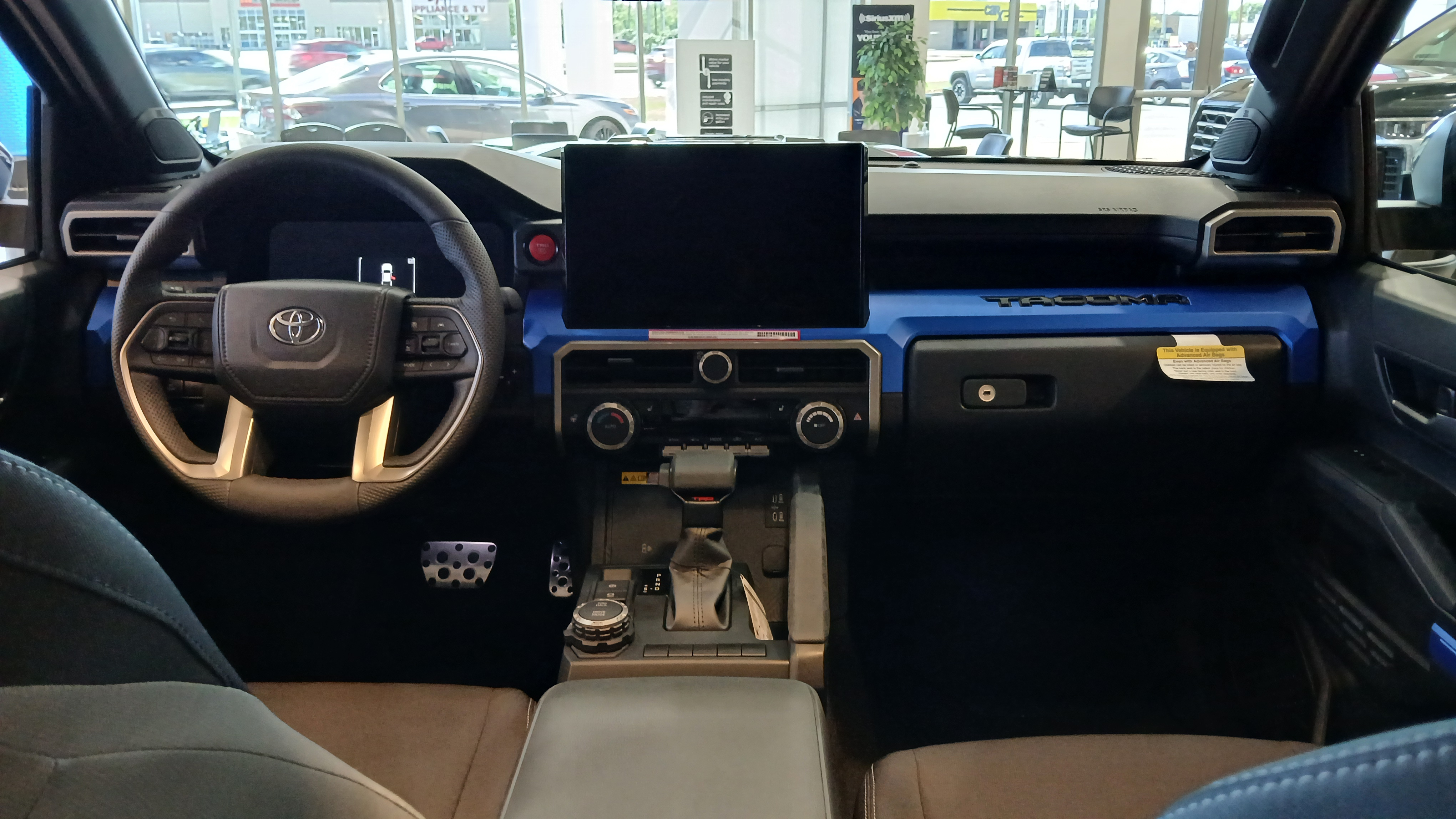

Toyota Tacoma четвертого покоління була представлена 19 травня 2023 року. Він побудований на глобальній рамній платформі Toyota TNGA-F, яка використовується спільно з більшою Toyota Tundra (XK70). За словами президента Calty Кевіна Хантера, президента Calty Кевіна Хантера, Tacoma був розроблений командами дослідницьких центрів Toyota Calty Design у Каліфорнії та Мічигані з наміром «бути автентичним до того, як наші клієнти використовують свої вантажівки для розваг на відкритому повітрі». з «знаковим зовнішнім виглядом Tacoma, який називають «Tacoma-ness», включаючи «високий підйом, великі шини, тонкий кузов і потужну атлетичну позицію», натхненну попередніми трофейними гоночними вантажівками Toyota Baja.

### Двигуни
- 2.4 L T24A-FTS turbo I4 231–282 к.с.
- 2,4 л T24A-FTS turbo hybrid I4 331 к.с.

## Продажі в США
| Рік  | Усього  |
| ---- | ------- |
| 2000 | 147,295 |
| 2001 | 161,983 |
| 2002 | 151,960 |
| 2003 | 154,154 |
| 2004 | 152,933 |
| 2005 | 168,831 |
| 2006 | 178,351 |
| 2007 | 173,238 |
| 2008 | 144,655 |
| 2009 | ?       |
| 2010 | 106,198 |
| 2011 | 110,705 |
| 2012 | 141,365 |

## Зноски
1. ↑  Top 4 Vehicles You Can Buy for Off-Roading Adventures. AutoBidMaster. Процитовано 3 травня 2021.
2. ↑  Тест-драйв Toyota Tacoma 2020 года. autoMoto.ua. Архів оригіналу за 11 липня 2020. Процитовано 9 липня 2020.
3. ↑  5 of the Most Popular Cars in Arizona. AutoBidMaster. Процитовано 24 травня 2021 р..
4. ↑  Toyota Sets Sales Record for Sixth Year in a Row. Theautochannel.com. Архів оригіналу за 17 квітня 2012. Процитовано 12 грудня 2009.
5. ↑  Toyota Announces Best Sales Year in Its 46-Year History, Breaks Sales Record for Eighth Year in a Row. Theautochannel.com. Архів оригіналу за 15 лютого 2012. Процитовано 12 грудня 2009.
6. ↑  Toyota Reports 2005 and December Sales. Theautochannel.com. 4 січня 2006. Архів оригіналу за 15 лютого 2012. Процитовано 12 грудня 2009.
7. ↑  Toyota Reports 2007 and December Sales. Theautochannel.com. 3 січня 2008. Архів оригіналу за 15 лютого 2012. Процитовано 12 грудня 2009.
8. ↑  Toyota Reports 2008 and December Sales. Theautochannel.com. 5 січня 2009. Архів оригіналу за 17 квітня 2012. Процитовано 12 грудня 2009.
9. 1 2  Архівована копія. Архів оригіналу за 22 липня 2013. Процитовано 20 лютого 2013.{{cite web}}:  Обслуговування CS1: Сторінки з текстом «archived copy» як значення параметру title (посилання) [Архівовано 2012-04-14 у Wayback Machine.]
10. ↑  December 2012 and Year-End Sales Chart. Toyota USA Newsroom. 3 січня 2013. Архів оригіналу за 2 липня 2013. Процитовано 4 січня 2013. [Архівовано 2013-01-06 у Wayback Machine.]